# 免提
免提是指人們无需用手接起話筒，只需按下免提鍵即可接聽電話的狀態。人們可以使用蓝牙耳机接聽來自智能手機的電話。此外還有車載免提電話，當智能手機來電時，駕駛員只需通過语音指令，無需接起手機就能接聽或撥打電話。司機可以通过车上的音响进行通話。